# Lijst van vijanden van James Bond
Zowel de romans als de films over James Bond zijn bekend om de vijanden en hun handlangers. Sommige tegenstanders van James Bond hebben opvallende lichamelijke kenmerken zoals gruwelijke littekens of mechanische lichaamsdelen. Dit is een lijst van vijanden van James Bond.

## Vijanden uit de boeken van Ian Fleming

### Hoofdvijanden
NB: Als een vijand de leider is van de genoemde organisatie, is diegene gekenmerkt met een asterisk (*)
| Roman                                   | Vijand                                                           | In dienst van                                           | Plan | Afloop |
| --------------------------------------- | ---------------------------------------------------------------- | ------------------------------------------------------- | --- | --- |
| Casino Royale                           | Le Chiffre                                                       | SMERSH                                                  | Zijn kapitaal en daarmee zijn huid redden door het spelen van Baccarat in Casino Royale.                    | In het casino verslagen door Bond. Doodgeschoten door een SMERSH-agent. |
| Live and Let Die                        | Mr. Big                                                          | SMERSH                                                  | Smokkel van piratengoud naar de Verenigde Staten om SMERSH te financieren.                                  | Zijn boot wordt, met het laatste goud, door Bond opgeblazen. De barracuda's en haaien verslinden Big. |
| Moonraker                               | Sir Hugo Drax                                                    | Sovjet-Russische militaire inlichtingendienst           | Londen vernietigen met de Moonraker-kernraket.                                                              | Gedood door zijn eigen raket nadat Bond en Gala Brand het doelwit wijzigen. |
| Diamonds Are Forever                    | Jack Spang (*)                                                   | The Spangled Mob                                        | Diamantensmokkel van Afrika naar Amerika.                                                                   | Wanneer hij de smokkellijn beëindigt, schiet Bond zijn helikopter neer. |
| Diamonds Are Forever                    | Seraffimo Spang (*)                                              | The Spangled Mob                                        | Diamantensmokkel van Afrika naar Amerika.                                                                   | Wanneer hij met zijn trein Bond op de hielen zit laat deze de trein ontsporen. |
| From Russia with Love                   | Rosa Klebb                                                       | SMERSH                                                  | Bond vermoorden en zwartmaken in een seksschandaal.                                                         | Grant wordt zelf gedood door Bond. Klebb, die Grant opwachtte wordt gearresteerd door René Mathis en sterft later.                                                                                                 |
| From Russia with Love                   | General Grubozaboyschikov (*)                                    | SMERSH                                                  | Bond vermoorden en zwartmaken in een seksschandaal.                                                         | Overleeft. |
| Dr. No                                  | Dr. Julius No                                                    | Min of meer freelance, in dienst van de Sovjet-Unie     | Amerikaanse raketproeven saboteren.                                                                         | Bond ontsnapt en bedelft hem onder de guano. |
| Goldfinger                              | Auric Goldfinger                                                 | SMERSH                                                  | Fort Knox beroven.                                                                                          | Bond waarschuwt het Amerikaanse leger. Later, in een gevecht wurgt Bond Goldfinger. |
| "From a View to a Kill" (kort verhaal)  | Een onbekende spion ( vermoedelijk Sir Hugo Drax in jonge jaren) | Onbekend, mogelijk KGB                                  | Koeriers van SHAPE vermoorden om geheime informatie van hen te stelen.                                      | Neergeschoten door Bond en de zijnen, die de geheime schuilplaats ontdekken. |
| "For Your Eyes Only" (kort verhaal)     | Kolonel Von Hammerstein                                          | Eigen baas, voormalig nazi                              | Het verkrijgen van het Havelock-landgoed in Jamaica.                                                        | Door Judy Havelock met kruisboog vermoord. |
| "Quantum of Solace" (kort verhaal)      | Geen vijand                                                      |                                                         | | |
| "Risico" (kort verhaal)                 | Aristotle Kristatos                                              | Eigen baas, connecties met KGB en MI6                   | Drugs smokkelen om het Westen te ondermijnen, en Bond misleiden om die zijn vuile werk op te laten knappen. | Bond ontdekt dat niet Kristatos' rivaal Colombo, maar Kristatos zelf zijn vijand is. Bij een inval in zijn opslaghuis schiet hij Kristatos neer wanneer deze weg probeert te rijden. De auto verdwijnt in de mist. |
| "The Hildebrand Rarity" (kort verhaal)  | Milton Krest                                                     | Eigen baas                                              | De Hildebrand-rariteit vangen.                                                                              | Gestikt toen iemand in zijn slaap de vis in zijn mond propte (mogelijk zijn vrouw die hij mishandelde). Bond werpt het lichaam in zee.                                                                             |
| Thunderball                             | Emilio Largo                                                     | SPECTRE                                                 | De westerse wereld afpersen met twee gestolen kernbommen.                                                   | Bond onderschept met Amerikaanse mariniers de bommen. Largo wordt vermoord door zijn maîtresse Domino. |
| Thunderball                             | Ernst Stavro Blofeld (*)                                         | SPECTRE                                                 | De westerse wereld afpersen met twee gestolen kernbommen.                                                   | Ontsnapt. |
| The Spy Who Loved Me                    | Mr. Sanguinetti (buiten beeld)                                   | Eigen baas                                              | Zijn motel laten afbranden (met Vivienne Michel erin) om de verzekering op te lichten.                      | Bond vermoordt zijn huurmoordenaars en Sanguinetti moet vluchten voor de politie. |
| The Spy Who Loved Me                    | Sol "Horror" Horowitz en "Sluggsy" Morant                        | Mr. Sanguinetti                                         | Vivienne Michel vermoorden en het motel afbranden.                                                          | Doodgeschoten door Bond. |
| On Her Majesty's Secret Service         | Ernst Stavro Blofeld                                             | Eigen baas, onder betaling van een onbekende mogendheid | De Britse landbouwgewassen en vee vernietigen met een dodelijk virus.                                       | Ontsnapt na de vernietiging van zijn hoofdkwartier. |
| You Only Live Twice                     | Ernst Stavro Blofeld                                             | Eigen baas                                              | Japanners naar kasteel lokken om in de tuin vol giftige planten en roofdieren zelfmoord te plegen.          | Gewurgd door Bond waarna het kasteel ontploft. |
| The Man with the Golden Gun             | Francisco (Paco) "Pistols" Scaramanga                            | KGB                                                     | Een criminele organisatie opbouwen in de Caraïben.                                                          | Doodgeschoten door Bond, na de dood van zijn compagnons. |
| "Octopussy" (kort verhaal)              | Majoor Dexter Smythe                                             | Voormalig Brits militair                                | Leven van een enorme voorraad nazigoud.                                                                     | Gestoken door een giftige vis en opgegeten door een octopus. Bond geeft dit op als zelfmoord. |
| "The Property of a Lady" (kort verhaal) | Maria Freudenstein en haar contactman                            | KGB                                                     | Betaling ontvangen voor haar functie als dubbelagent.                                                       | Buiten schot gebleven, maar Bond ontdekt wie haar contactman is. In de Roman The Man With the Golden Gun; blijkt Maria Freudenstein dood te zijn, of ze is vermoord door de KGB blijft onopgelost.                 |
| "The Living Daylights" (kort verhaal)   | Trigger, KGB-scherpschutter                                      | KGB                                                     | Britse spion 272 neerschieten.                                                                              | Verwond door Bond. |
| "007 in New York" (kort verhaal)        | Solanges minnaar                                                 | KGB                                                     | De Britse agente Solange geheimen afhandig maken.                                                           | Onbekend. |

### Handlangers
| Roman            | Handlanger                      | In dienst van |
| ---------------- | ------------------------------- | ------------- |
| Casino Royale    | Monsieur en madame Muntz        | Le Chiffre    |
| Casino Royale    | Een magere lijfwacht            | Le Chiffre    |
| Casino Royale    | De Corsicaan (andere lijfwacht) | Le Chiffre    |
| Live and Let Die | The Whisper                     | Mr. Big       |
| Live and Let Die | Tee Hee Johnson                 | Mr. Big       |
| Live and Let Die | McThing                         | Mr. Big       |
| Live and Let Die | Sam Maimi                       | Mr. Big       |
| Live and Let Die | The Flannel                     | Mr. Big       |
| Live and Let Die | Blabbermouth Foley              | Mr. Big       |
| Live and Let Die | The Robber                      | Mr. Big       |

### Overige vijanden
Deze personen zijn formeel geen handlanger van de hoofdvijand uit de roman waarin ze voorkomen, maar hebben zelf als vijand maar een bescheiden rol, die losstaat van het plan van de hoofdvijand.
| Roman         | Vijand         | In dienst van                                                            |
| ------------- | -------------- | ------------------------------------------------------------------------ |
| Casino Royale | Adolph Gettler | SMERSH                                                                   |
| Casino Royale | Drie Bulgaren  | Een bende in Frankrijk voor zaken als sabotage en moord (waarschijnlijk) |

## Vijanden uit de films

### Hoofdvijanden
James Bond heeft in elke film een hoofdvijand. In de meeste gevallen, op enkele uitzonderingen na, gaat dit om een megalomaan persoon die met een boosaardig plan de wereldorde bedreigt. Soms werken ze voor zichzelf, soms voor een staat of een organisatie.
| Film                            | Vijand                                       | Acteur/Actrice               | In dienst van | Organisatie | Plan | Afloop |
| ------------------------------- | -------------------------------------------- | ---------------------------- | --- | --- | --- | --- |
| Dr. No                          | Dr. Julius No                                | Joseph Wiseman               | SPECTRE | | Sabotage van Amerikaanse ruimtevluchten. | Bond saboteert zijn kernreactor. No verdrinkt in het koelingswater. |
| From Russia with Love           | Rosa Klebb                                   | Lotte Lenya                  | SPECTRE | | Het stelen van een Russische lektor en het vermoorden van James Bond. | Bond overleefde en behield de lektor. Kleb werd doodgeschoten door Tatiana Romanova. |
| From Russia with Love           | Ernst Stavro Blofeld                         | Anthony Dawson               | | SPECTRE | Het stelen van een Russische lektor en het vermoorden van James Bond. | Bond overleefde en behield de lektor. Kleb werd doodgeschoten door Tatiana Romanova. |
| Goldfinger                      | Auric Goldfinger                             | Gert Fröbe                   | Volksrepubliek China | Auric Enterprises | Radioactieve besmetting van de goudvoorraad in Fort Knox. | Het Amerikaanse leger verhindert de operatie. Goldfinger sterft bij een vliegramp wanneer hij door een gebroken raam naar buiten wordt gezogen. |
| Thunderball                     | Emilio Largo                                 | Adolfo Celi                  | SPECTRE | | Het stelen van atoombommen van de NAVO voor losgeld. | Bond onderschept met Amerikaanse mariniers de bommen. Largo wordt vermoord door zijn maîtresse Domino. |
| Thunderball                     | Ernst Stavro Blofeld                         | Anthony Dawson               | | SPECTRE | Het stelen van atoombommen van de NAVO voor losgeld. | Bond onderschept met Amerikaanse mariniers de bommen. Largo wordt vermoord door zijn maîtresse Domino. |
| You Only Live Twice             | Ernst Stavro Blofeld                         | Donald Pleasence             | Door sabotage van ruimtevluchten de Verenigde Staten en de USSR tegen elkaar uitspelen en zo de Derde Wereldoorlog ontketenen. | SPECTRE | Ontsnapt toen zijn basis ingenomen werd, maar niet voordat Bond het vijandelijke ruimteschip vernietigde. | |
| On Her Majesty's Secret Service | Ernst Stavro Blofeld                         | Telly Savalas                | De vernietiging van wereldwijde graansoorten.                                                                                  | SPECTRE | Ontsnapt na de vernietiging van zijn hoofdkwartier en laboratorium. | |
| Diamonds Are Forever            | Ernst Stavro Blofeld                         | Charles Gray                 | Het met een lasersatelliet bedreigen van nucleaire bases tegenover het losgeld van de hoogste bieder.                          | SPECTRE | Zijn diepzeeduikboot (met hem erin) wordt door Bond als slopersbal tegen de controlekamer gesmeten, waardoor de laser niet meer af kan gaan. (Pas in For Your Eyes Only blijkt Blofeld dit overleefd te hebben.)                          | |
| Live and Let Die                | Mr. Big / Dr. Kananga                        | Yaphet Kotto                 | Eigen baas / San Monique | Een monopolie op heroïne-smokkel verwerven. | Letterlijk opgeblazen na het inslikken van een luchtcapsule, nadat zijn papavervelden verwoest zijn. | |
| The Man with the Golden Gun     | Francisco Scaramanga                         | Christopher Lee              | verschillende opdrachtgevers (als huurmoordenaar)                                                                              | | Diefstal en misbruik van de Solex Agitator. | In een duel doodgeschoten door Bond, die daarna de Solex Agitator steelt. |
| The Spy Who Loved Me            | Karl Stromberg                               | Curd Jürgens                 | | Stromberg Shipping Line | New York en Moskou vernietigen met de raketten van gekaapte kernonderzeeërs, in de hoop dat na de kernoorlog een nieuwe beschaving in zee zal beginnen.                                                                                   | Bond veranderde de coördinaten zodat de onderzeeërs elkaar vernietigden. Later schoot hij Stromberg dood. |
| Moonraker                       | Sir Hugo Drax                                | Michael Lonsdale             | Drax Corporation | Vernietiging van de mensheid en de creatie van een nieuw superras vanuit de ruimte.                                                            | Tijdens de vernietiging van zijn ruimtestation door Bond met een gifpijl geraakt en de ruimte in geworpen. Bond vernietigt ook de overgebleven gifbollen.                                                                                 | |
| For Your Eyes Only              | Aris Kristatos                               | Julian Glover                | KGB | Eigen baas | Diefstal van een ATAC-decoderingsachine om aan de KGB te verkopen, en zijn rivaal Columbo hiervan de schuld geven. | Mes in de rug geworpen door Columbo. Bond vernielt de ATAC vervolgens wanneer generaal Gogol van de KGB hem komt halen. |
| Octopussy                       | Kamal Khan                                   | Louis Jourdan                | General Orlov | Eigen baas | Een atoombom in West-Duitsland laten ontploffen voor een invasie van West-Europa. | Bond arriveert net op tijd om de bom onschadelijk te maken. Later laat hij Khan neerstorten met zijn vliegtuig. |
| Octopussy                       | General Orlov                                | Steven Berkoff               | Kamal Khan / Rode Leger | | Een atoombom in West-Duitsland laten ontploffen voor een invasie van West-Europa. | Doodgeschoten door Oost-Duitse grensposten wanneer hij de grens oversnelt om Bond tegen te houden. |
| A View to a Kill                | Max Zorin                                    | Christopher Walken           | | Eigen baas | Vernietiging van Silicon Valley om een monopolie op microchips in handen te krijgen. | Dankzij Bond en Zorins ex-handlanger May Day (die zich opoffert) gaat de benodigde tijdbom op een ongevaarlijke plaats af. Zorin stort later van de Golden Gate Bridge in zee. |
| The Living Daylights            | Brad Whitaker                                | Joe Don Baker                | Georgi Koskov | Eigen baas | Met opium en diamanten wapens van Amerika kopen en die gebruiken voor de Sovjet-Unie. | Bond vernietigt de opium. Whitaker wordt door Bond verpletterd onder een buste van de hertog van Wellington. Koskov wordt gearresteerd door de KGB. |
| The Living Daylights            | Generaal Georgi Koskov                       | Jeroen Krabbé                | KGB / Brad Whitaker | | Met opium en diamanten wapens van Amerika kopen en die gebruiken voor de Sovjet-Unie. | Bond vernietigt de opium. Whitaker wordt door Bond verpletterd onder een buste van de hertog van Wellington. Koskov wordt gearresteerd door de KGB. |
| Licence to Kill                 | Franz Sanchez                                | Robert Davi                  | | Eigen baas | Cocaïnesmokkel. | Bond veroorzaakt brand in de cocaïnefabriek en Sanchez wordt na een lange achtervolging levend verbrand. |
| GoldenEye                       | Alec Trevelyan                               | Sean Bean                    | Janus Syndicate | Vernietigen van Londen met een satelliet, na de banken bestolen te hebben.                                                                     | Terwijl de codes van de GoldenEye-satelliet niet meer werken wordt Trevelyan van grote hoogte neergegooid en verpletterd door de instortende antenne.                                                                                     | |
| Tomorrow Never Dies             | Elliot Carver                                | Jonathan Pryce               | Carver Media Group Network / eigen baas                                                                                        | Een Derde Wereldoorlog ontketenen voor kijkcijfers.                                                                                            | Tijdens de vernietiging van zijn stealthschip en oorlogswapens vermalen door een zeeboor. | |
| The World Is Not Enough         | Elektra King                                 | Sophie Marceau               | | Een kernexplosie veroorzaken in Istanboel om een monopolie op de toevoer van olie te krijgen.                                                  | Bond schiet Elektra dood en vermoordt Renard met de plutoniumstaaf waarmee hij de reactor van een kernonderzeeër wilde laten ontploffen.                                                                                                  | |
| The World Is Not Enough         | Viktor 'Renard' Zokas                        | Robert Carlyle               | Elektra King | Een kernexplosie veroorzaken in Istanboel om een monopolie op de toevoer van olie te krijgen.                                                  | Bond schiet Elektra dood en vermoordt Renard met de plutoniumstaaf waarmee hij de reactor van een kernonderzeeër wilde laten ontploffen.                                                                                                  | Eigen baas |
| Die Another Day                 | Gustav Graves (Colonel Moon)                 | Toby Stephens (Will Yun Lee) | Noord-Korea (als colonel Moon)                                                                                                 | | Het mijnenveld van de DMZ Korea met een hittestraal vernietigen voor een invasie van Zuid-Korea. | Door zijn parachute in een vliegtuigmotor gekomen en vermalen, en met hem de besturing van de satelliet. |
| Casino Royale                   | Le Chiffre                                   | Mads Mikkelsen               | Quantum, als onderdeel van SPECTRE                                                                                             | Eigen baas | Met geleend geld van het verzetsleger van de Heer putopties kopen van de firma Skyfleet en veel geld vergaren door, met behulp van een aanslag, de aandelen van Skyfleet omlaag te laten gaan.                                            | Bond houdt de aanslag tegen. Le Chiffre verliest hierbij 101.206.000 dollar. |
| Casino Royale                   | Le Chiffre                                   | Mads Mikkelsen               | Quantum, als onderdeel van SPECTRE                                                                                             | Eigen baas | Zijn kapitaal en daarmee zijn huid redden door te pokeren in Casino Royale. | In het casino verslagen door Bond. Doodgeschoten door Mr White. |
| Casino Royale                   | Mr. White                                    | Jesper Christensen           | Quantum, als onderdeel van SPECTRE                                                                                             | | Geld krijgen van handlanger Le Chiffre, die met behulp van een aanslag geld vergaart. | Bond houdt de aanslag tegen. Wanneer Mr. White ontdekt dat Le Chiffre geen geld vergaard heeft, schiet hij hem en zijn organisatie neer. |
| Casino Royale                   | Mr. White                                    | Jesper Christensen           | Quantum, als onderdeel van SPECTRE                                                                                             | Het geld dat Bond gewonnen heeft in het casino vergaren door Bonds geliefde Vesper (die werkt voor het ministerie van Financiën) af te persen. | Na het verkrijgen van het geld door Bond gearresteerd, maar later (in Quantum of Solace) weer ontsnapt. (in SPECTRE) pleegt hij zelfmoord door het pistool van James Bond te pakken en niet te sterven aan de loodvergiftiging als straf. | |
| Quantum of Solace               | Dominic Greene                               | Mathieu Amalric              | Quantum, als onderdeel van SPECTRE                                                                                             | | Het organiseren van een staatsgreep in Zuid-Amerika om een natuurbron in handen te krijgen. | Camille vermoordt de geplande heerser Medrano. Bond arresteert en verhoort Greene waarna hij hem in de woestijn achterlaat, waar Greene geliquideerd wordt door Quantum. |
| Skyfall                         | Raoul Silva                                  | Javier Bardem                | Eigen baas | Eigen organisatie | Wraak nemen op M door MI6 te vernederen en haar te vermoorden. | Slaagt grotendeels in zijn opzet, maar wordt alsnog door Bond in de val gelokt en gedood. |
| Spectre                         | Franz Oberhauser, alias Ernst Stavro Blofeld | Christoph Waltz              | Eigen baas | SPECTRE | Het tot stand brengen van een enorm surveillance-netwerk en wraak nemen op Bond wegens oude wrok. | Het netwerk wordt gesaboteerd door Q en M. Blofeld raakt zwaargewond in een neerstortende helikopter en wordt gearresteerd door M. Overlijdt (in No Time to Die) door middel van nanobots, doordat James Bond hem tijdens een verhoor naar de keel grijpt en hem daarbij onbewust infecteert. Zijn dood wordt later door Mi6 bevestigd. |
| No Time to Die                  | Lyutsifer Safin                              | Rami Malek                   | Eigen baas | Eigen organisatie | Nanobots gebruiken als een biologisch wapen tegen miljoenen mensen op de planeet, zodat hij de mensheid kan 'redden' en daarmee de wereld kan domineren.                                                                                  | Slaagt grotendeels in zijn opzet, maar wordt alsnog door Bond gedood, en de fabriek wordt daarbij vernietigd. |

### Handlangers
De hoofdvijanden hebben vaak allerlei handlangers in dienst. Deze kunnen verschillen van ogenschijnlijk normale personen tot zo goed als onverslaanbare moordmachines, waarvan Jaws de bekendste is.
| Film                            | Handlanger                          | Acteur/Actrice                                | In dienst van                           |
| ------------------------------- | ----------------------------------- | --------------------------------------------- | --------------------------------------- |
| Dr. No                          | Professor Dent                      | Anthony Dawson                                | SPECTRE                                 |
| Dr. No                          | Miss Taro                           | Zena Marshall                                 | SPECTRE                                 |
| Dr. No                          | Freelance (de Fotografe)            | Marguerite LeWars                             | SPECTRE                                 |
| Dr. No                          | Mr. Jones                           | Reginald Carter                               | SPECTRE                                 |
| Dr. No                          | Three Blind Mice                    | Henry Lopez, Charles Edghell en Eric Coverley | SPECTRE                                 |
| From Russia with Love           | Donald "Red" Grant                  | Robert Shaw                                   | SPECTRE                                 |
| From Russia with Love           | Kronsteen                           | Vladek Sheybal                                | SPECTRE                                 |
| From Russia with Love           | Morzeny                             | Walter Gotell                                 | SPECTRE                                 |
| Goldfinger                      | Mr. Ling                            | Burt Kwouk                                    | Volksrepubliek China                    |
| Goldfinger                      | Oddjob                              | Harold Sakata                                 | Auric Goldfinger                        |
| Goldfinger                      | Pussy Galore                        | Honor Blackman                                | Auric Goldfinger                        |
| Goldfinger                      | Pussy Galore's Flying Circus Pilots | Caron Gardiner, Lesley Hill, & Aleta Morrison | Pussy Galore                            |
| Thunderball                     | Vargas                              | Philip Locke                                  | SPECTRE                                 |
| Thunderball                     | Count Lippe                         | Guy Doleman                                   | SPECTRE                                 |
| Thunderball                     | Fiona Volpe                         | Luciana Paluzzi                               | SPECTRE                                 |
| Thunderball                     | Colonel Jacques Bouvar              | Rose Alba en Bob Simmons                      | SPECTRE                                 |
| Thunderball                     | Angelo Palazzi                      | Paul Stassino                                 | SPECTRE                                 |
| Thunderball                     | Quist                               | Bill Cummings                                 | SPECTRE                                 |
| You Only Live Twice             | Mr. Osato                           | Teru Shimada                                  | SPECTRE                                 |
| You Only Live Twice             | Helga Brandt                        | Karin Dor                                     | SPECTRE                                 |
| You Only Live Twice             | Hans (Blofelds lijfwacht)           | Ronald Rich                                   | SPECTRE                                 |
| On Her Majesty's Secret Service | Gumbold (Zwitserse Advocaat)        | James Bree                                    | SPECTRE                                 |
| On Her Majesty's Secret Service | Irma Bunt                           | Ilse Steppat                                  | SPECTRE                                 |
| Diamonds Are Forever            | Wint & Kidd                         | Bruce Glover & Putter Smith                   | SPECTRE                                 |
| Diamonds Are Forever            | Shady Tree                          | Leonard Barr                                  | SPECTRE                                 |
| Diamonds Are Forever            | Peter Franks                        | Joe Robinson                                  | SPECTRE                                 |
| Diamonds Are Forever            | Bert Saxby                          | Bruce Cabot                                   | SPECTRE                                 |
| Diamonds Are Forever            | Bambi & Thumper                     | Lola Larson & Trina Parks                     | SPECTRE                                 |
| Diamonds Are Forever            | Prof. Dr. Metz                      | Joseph Furst                                  | SPECTRE                                 |
| Live and Let Die                | Tee Hee                             | Julius Harris                                 | Kananga                                 |
| Live and Let Die                | Whisper                             | Earl Jolly Brown                              | Kananga                                 |
| Live and Let Die                | Baron Samedi                        | Geoffrey Holder                               | Kananga                                 |
| Live and Let Die                | Rosie Carver                        | Gloria Hendry                                 | Kananga                                 |
| The Man with the Golden Gun     | Nick Nack                           | Hervé Villechaize                             | Francisco Scaramanga                    |
| The Spy Who Loved Me            | Jaws                                | Richard Kiel                                  | Karl Stromberg                          |
| The Spy Who Loved Me            | Naoimi                              | Caroline Munro                                | Karl Stromberg                          |
| Moonraker                       | Jaws                                | Richard Kiel                                  | Sir Hugo Drax (loopt uiteindelijk over) |
| Moonraker                       | Chang                               | Toshirô Suga                                  | Sir Hugo Drax                           |
| For Your Eyes Only              | Eric Kriegler                       | John Wyman                                    | KGB                                     |
| For Your Eyes Only              | Emile Leopold Locque                | Michael Gothard                               | Aristotle Kristatos                     |
| For Your Eyes Only              | Hector Gonzales                     | Stefan Kalipha                                | Aristotle Kristatos                     |
| Octopussy                       | Gobinda                             | Kabir Bedi                                    | Kamal Khan                              |
| Octopussy                       | Mischka & Grischka                  | David Meyer & Anthony Meyer                   | Kamal Khan                              |
| A View to a Kill                | May Day                             | Grace Jones                                   | Max Zorin, later overgelopen            |
| A View to a Kill                | Scarpine                            | Patrick Bauchau                               | Max Zorin                               |
| A View to a Kill                | Dr. Carl Mortner/Hans Glaub         | Willoughby Gray                               | Max Zorin                               |
| A View to a Kill                | Jenny Flex                          | Alison Doody                                  | Max Zorin, May Day                      |
| A View to a Kill                | Pan Ho                              | Papillon Soo                                  | Max Zorin, May Day                      |
| The Living Daylights            | Valse 00                            | Carl Rigg                                     | Brad Whitaker, Generaal Georgi Koskov   |
| The Living Daylights            | Necros                              | Andreas Wisniewski                            | Brad Whitaker, Generaal Georgi Koskov   |
| Licence to Kill                 | Dario                               | Benicio del Toro                              | Franz Sanchez                           |
| Licence to Kill                 | Milton Krest                        | Anthony Zerbe                                 | Franz Sanchez                           |
| Licence to Kill                 | Ed Killifer                         | Everett McGill                                | Franz Sanchez                           |
| Licence to Kill                 | Heller                              | Don Stroud                                    | Franz Sanchez                           |
| Licence to Kill                 | Truman-Lodge                        | Anthony Starke                                | Franz Sanchez                           |
| Licence to Kill                 | Joe Butcher                         | Wayne Newton                                  | Franz Sanchez                           |
| Licence to Kill                 | Hector Lopez                        | Pedro Armendariz Jr.                          | Franz Sanchez, Republiek van Isthmus    |
| GoldenEye                       | General Ourumov                     | Gottfried John                                | Russisch leger, Janus                   |
| GoldenEye                       | Boris Grishenko                     | Alan Cumming                                  | Janus                                   |
| GoldenEye                       | Xenia Onatopp                       | Famke Janssen                                 | Janus                                   |
| Tomorrow Never Dies             | Stamper                             | Götz Otto                                     | Elliot Carver                           |
| Tomorrow Never Dies             | Henry Gupta                         | Ricky Jay                                     | Elliot Carver                           |
| Tomorrow Never Dies             | Dr. Kaufman                         | Vincent Schiavelli                            | Elliot Carver                           |
| The World Is Not Enough         | Gabor                               | John Seru                                     | Elektra King, Renard                    |
| The World Is Not Enough         | Sasha Davidov                       | Ulrich Thomsen                                | Elektra King, Renard                    |
| The World Is Not Enough         | Mr. Bullion                         | Goldie                                        | Elektra King, Renard, Valentin Zukovsky |
| The World Is Not Enough         | Giulietta da Vinci (Cigar Girl)     | Maria Grazia Cucinotta                        | Renard                                  |
| Die Another Day                 | Zao                                 | Rick Yune                                     | Noord-Korea, Kolonel Tan-Sun Moon       |
| Die Another Day                 | Mr. Kil                             | Lawrence Makoare                              | Gustav Graves                           |
| Die Another Day                 | Miranda Frost                       | Rosamund Pike                                 | Gustav Graves                           |
| Die Another Day                 | Vladimir Popov                      | Mikhail Gorevoy                               | Gustav Graves                           |
| Casino Royale                   | Alexander Dimitrios                 | Simon Abkarian                                | Le Chiffre                              |
| Casino Royale                   | Kratt                               | Clemens Schick                                | Le Chiffre                              |
| Casino Royale                   | Valenka                             | Ivana Miličević                               | Le Chiffre                              |
| Casino Royale                   | Mollaka                             | Sébastien Foucan                              | Le Chiffre, Dimitrios                   |
| Casino Royale                   | Carlos                              | Claudio Santamaria                            | Le Chiffre, Dimitrios                   |
| Casino Royale                   | Gettler                             | Richard Sammel                                | Mr White                                |
| Quantum of Solace               |                                     | Anatole Taubman                               | Dominic Greene                          |
| Quantum of Solace               | Generaal Medrano                    | Joaquin Cosío                                 |                                         |

### Overige vijanden
Deze personen zijn formeel geen handlangers van de hoofdvijand uit de film waarin ze voorkomen, maar hebben zelf als vijand maar een bescheiden rol, die losstaat van het plan van de hoofdvijand.
| Film                        | Vijand               | Acteur/Actrice     | In dienst van                                      | Organisatie               |
| --------------------------- | -------------------- | ------------------ | -------------------------------------------------- | ------------------------- |
| From Russia with Love       | Krilencu             | Fred Haggerty      | SMERSH                                             | Eigen baas                |
| The Man with the Golden Gun | Hai Fat              | Richard Loo        | Eigenlijk niemand, maar werkt samen met Scaramanga | Eigen baas                |
| The Spy Who Loved Me        | Sergei Barsov        | Michael Billington | KGB                                                | Enkele KGB-agenten        |
| The Spy Who Loved Me        | Log Cabin Girl       | Sue Vanner         | KGB                                                | Geen                      |
| For Your Eyes Only          | Ernst Stavro Blofeld | John Hollis        |                                                    | Eigen baas (vermoedelijk) |
| Die Another Day             | Dr. Alvarez          | Simón Andreu       | Eigen baas                                         |                           |
| Casino Royale               | Dryden               | Malcolm Sinclair   | MI6 (verrader)                                     | Onbekend                  |
| Casino Royale               | Fisher               | Daud Shah          | Dryden                                             | Geen                      |
| Casino Royale               | Steven Obanno        | Isaach De Bankolé  | Verzetsleger van de Heer                           | Zijn leden                |
| Quantum of Solace           | Mr. White            | Jesper Christensen | Quantum                                            | Zijn leden                |

## Vijandelijke organisaties
- SMERSH: 'Dood aan Spionnen'. Een Russische spionagedienst. In de romans van Ian Fleming had deze dienst een functie als Bonds voornaamste tegenstander. In de films is de rol van SMERSH veel kleiner geworden. In de verfilming van From Russia with Love trapt SMERSH in dezelfde val als James Bond. Leider: generaal Grubozaboyschikov.
- SPECTRE: SPecial Executive for Counter-intelligence, Terrorism, Revenge and Extortion. Deze wereldwijde organisatie is uit op wereldmacht. Ze verscheen in de roman Thunderball, evenals in enkele romans van John Gardner. In de eerste zeven Bondfilms, op Goldfinger na, is SPECTRE Bonds aartsvijand. Leider: Ernst Stavro Blofeld.
- Spangled Mob: Een Amerikaanse misdaadorganisatie die Bonds vijand is in de roman Diamonds Are Forever en nog een kleinere rol heeft in de romans Goldfinger en The Man With the Golden Gun, maar niet in de films verscheen. Leider: Jack en Seraffimo Spang.
- The Union: Een terroristenorganisatie uit drie romans van Raymond Benson. Leider: Le Gerant.
- Janus: Een Russisch misdaadsyndicaat uit GoldenEye. Leider: Alec Trevelyan
- Quantum: Een geheimzinnige wereldwijde organisatie uit de films Casino Royale en Quantum of Solace. Leider: Ernst Stavro Blofeld.